# Trichosteleum angustifolium
Trichosteleum angustifolium är en bladmossart som beskrevs av Edwin Bunting Bartram 1936. Trichosteleum angustifolium ingår i släktet Trichosteleum och familjen Sematophyllaceae. Inga underarter finns listade i Catalogue of Life.